# Intet er nytt under solen
"Intet er nytt under solen" (Não há nada de novo por debaixo do Sol)  foi a canção que representou a Noruega no Festival Eurovisão da Canção 1966 que teve lugar em Luxemburgo, em 5 de março desse ano. Nas seleções norueguesas anteriores a 1977, todas as canções concorrentes eram interpretadas duas vezes, uma com grande orquestra e outra com um pequeno conjunto musical, mas esta é a única canção lançada nas duas versões; O disco de Åse Kleveland usando o grande arranjo e Grynet Molvig lançando uma versão com a pequena orquestra.
A referida canção foi interpretada em norueguês por Åse Kleveland. Foi a sexta canção a ser interpretada na noite do festival, a seguir à canção jugoslava "Brez besed", interpretada por Berta Ambrož e antes da canção Finlândia "Playboy", cantada por Ann-Christine Nyström. Kleveland interpretou a música com o seu violão, e ainda quebrou tradição esperada das artistas femininas da época, pois foi a primeira mulher a não usar vestido, optando por um fato.
A canção norueguesa terminou em 3.º lugar, o melhor resultado do país até à vitória em 1985. No ano seguinte, em 1967 fez-se representar com a canção "Dukkemann", interpretada por Kirsti Sparboe.
Como nota de curiosidade, a expressão "não há nada novo debaixo do sol", é retirada do livro bíblico de Eclesiastes 1:9.

## Autores
| Autores                    |
| -------------------------- |
| Letrista: Arne Bendiksen   |
| Compositor: Arne Bendiksen |
| Orquestrador: Øivind Bergh |

## Letra
A música é uma balada vise-jazz em cinco tempos de quatro partes, em que Kleveland conta sobre o encontro com um idoso sentado numa cadeira de balanço, dizendo que "não há nada de novo debaixo do sol", com o sujeito da letra a perguntar: “Mas o que importa se as coisas aconteceram antes de mim?”, e continua dizendo que “com tudo o que ele sabia. Que seus olhos estavam tristes".